# مارلینووو
مارلینووو (به لاتین: Marlinowo) یک روستا در لهستان است که در گمینا دوبنگنکی واقع شده‌است.